# Amparo Ángel

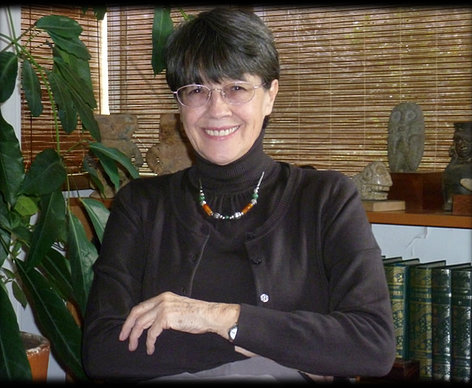
Amparo Ángel (2014)

Amparo Ángel (* vor 1973 in Popayán) ist eine kolumbianische Pianistin und Komponistin.

## Leben
Ángel hatte ab dem fünften Lebensjahr Klavierunterricht am Konservatorium der Universidad del Cauca. Sie setzte den Unterricht bei Luisa Manighetti sowie bei Lucía Pérez und Eduardo de Heredia am Konservatorium der Universidad Nacional fort, wo sie 1973 ein Diplom als Konzertpianistin erwarb. Außerdem  hatte sie Kompositionsunterricht bei Bias Emilio Atehortúa und bei Luis Antonio Escobar, ihrem späteren Ehemann.
Ángel unterrichtet an der Universidad Sergio Arboleda Musikanalyse, Komposition und Instrumentation. Sie trat als Solistin mit Orchestern wie dem Orquestra Sinfónica de Sao Paulo, dem Orquestra Sinfónica de Guatemala, dem Orquestra Sinfónica de Colombia, dem Orquestra Filarmónica de Bogotá und dem Orquestra Camerana Bogotá auf und spielte die Klavierwerke von Luis Antonio Escobar ein, der ihr mehrere seiner Werke widmete.
Ángel komponierte Musikstücke für Kinder, Klavierwerke, Kammermusik sowie Orchesterwerke.

## Werke
- Parvulus filius, Kantate für Chor und Orchester
- Toccata inconsútil für Bläser und Schlagzeug
- Suite fantástica für Bläser und Schlagzeug
- Suite coréica für Klarinettenorchester
- Preludio y fuga para pequeña orquesta sinfónica

## Bibliografie
- 1983: Xochi y Pilli: Historia de la música para los niños. Intergráficas, Bogotá.